# 파르마 공작 페르디난도 1세
파르마 공작 페르디난도 1세(이탈리아어: Ferdinando I di Parma, 1751년 1월 20일 ~ 1802년 10월 9일)는 파르마 공작 필리포와 프랑스의 루이즈엘리자베트 사이에서 하나뿐인 아들로 태어났고, 필리포 사후 파르마 공위를 계승하였다.

## 생애
그의 결혼감으로는 한 때 에스테 가문의 상속녀 마리아 베아트리체 데스테가 거론되기도 하였지만, 이미 그녀는 오스트리아의 페르디난트와 결혼하게 되었고, 파르마에서 오스트리아의 영향력을 강화하려는 마리아 테레지아에 의해서, 오스트리아 마리아 아말리아와 결혼하게 된다.
그의 사후 파르마 공국은 프랑스 제1공화국에 합병당하였으며, 그의 장남 루도비코 1세는 신설된 에르투리아 왕국에 왕이 된다.